# 藤原高子
藤原高子（平假名：ふじわら の たかいこ）是日本平安时代初期清和天皇的女御，阳成天皇之母。父赠正一位太政大臣藤原长良，母赠正一位大夫人藤原乙春。同母兄为日本初代关白藤原基经。日本初代人臣摄政藤原良房为高子的叔叔。

## 人物生平

### 入宫
藤原高子为中纳言藤原长良第二女。按《伊势物语》、《大和物语》及《大镜》，年少时高子出仕当时还是太子的清和天皇的祖母藤原顺子，与年长自己17岁的风流和歌歌人在原业平暗中交往。业平夜盗高子离去，而被其兄藤原国经、藤原基经追回。后来高子转而出仕堂姊、清和天皇之母藤原明子，经常出入宫廷。
貞觀元年（859年）9岁的清和天皇即位。在一代天皇只举行一次的大嘗祭上，高子被选为五節舞姬，叙从五位下。貞觀8年（866年）12月25岁的高子入内，封女御。贞观9年，进正五位下。与清和天皇之间生有阳成天皇、贞保亲王和敦子内亲王。贞观11年，进从四位下。贞观13年，进从三位。

### 皇太后
貞觀18年，高子之夫清和天皇退位，子阳成天皇即位，高子按祖制被遵为皇太夫人，授予中宫职。元慶6年（882年），尊为皇太后。元庆5年（881年）本位高子的四十大寿，但因清和上皇驾崩而未举行。于是阳成天皇在元庆6年为母亲设宴清凉殿祝寿，歌舞音乐，诸王公卿俱来贺。
元慶8年2月4日（884年3月4日），高子之子阳城天皇因被指暴虐，被高子之兄关白藤原基经以赏竞马为名引出皇宫，随后阳成天皇下诏退位。阳成天皇的叔公、仁明天皇之子光孝天皇即位。高子仍尊皇太后。

### 凄凉余生
阳成天皇退位后，高子母子均被排除于政务之外。宽平八年（896年），朝廷以高子与自己创立的东光寺的僧侣善祐通奸为由，废除其皇太后之位。随后赐她封户四百户。延喜10年（910年）3月，高子薨，享年六十九岁。虽已废位，时任天皇醍醐天皇仍循例为之罢朝。天庆六年（943年），醍醐天皇之子朱雀天皇追复其本位。通称二条后。

## 亲属
- 父：藤原良相（802-856）
- 母：藤原乙春
- 夫：清和天皇 （850年5月10日 - 881年1月7日）
- 子女：
  - 阳成天皇（868-949）
  - 贞保亲王（870-924） - 三品式部卿
  - 敦子内亲王（?-930） - 賀茂齋院